# Евстатий Аргир (друнгарий на флота)
Евстатий Аргир (на гръцки: Εὐστάθιος Ἀργυρός) е византийски военачалник от края на IX век и началото на X век – друнгарий на флота при управлението на император Лъв VI Мъдри (886 – 912).
За първи път името на Евстатий Аргир се споменава във връзка с войната между Византия и България през 894 г. По това време той вече е патриций и друнгарий на флота и като такъв той и командваните от него кораби са изпратени към Дунава, за да прехвърлят маджарите в Добруджа и да притиснат българския цар Симеон I откъм тила. Стратегията дава временен резултат – българският цар е принуден да моли за примирие. Симеон I обаче използва мирните преговори, за да спечели време, през което успява да се справи с маджарите, след което подновява войната с Византия.
През 902 г. императорът изпраща флота начело с Евстатий Аргир в помощ на град Таормина в Сицилия, която била заплашвана от арабите. Флотът на Аргир обаче не успял да предотврати превземането на града, който паднал на 1 август 902 г. Когато Евстатий и хората му се завърнали в Константинопол през есента на същата година, той и командирът на градския гарнизон на Таормина Константин Карамал били обвинени от друг участник в експедицията, командира Михаил Характ, в престъпна небрежност и дори в измяна заради провала на експедицията. Двамата били осъдени от императора на смърт, но благодарение на застъпничеството на патриарх Николай Мистик Евстатий и колегата му успяват да избегнат екзекуцията, като и двамта били заточени в манастир – друнгарият Евстатий е принуден да се замонаши в манастира „Студион“, а Карамал – в манастира „Пикридий“. Съвременни исзледователи предполагат, че неуспехът в защитата на Таормина се дължал по-скоро на фатално закъснение в отплаването на флота, тъй като по сведенията на Продължителя на Теофан по това време моряците били ангажирани лично от императора със строежа на една църква в столицата.
През 904 г. Евстатий е реабилитиран и поставен начело на имперския флот срещу сарацинския флот на Лъв Триполит. Той обаче не се решава на генерално сражение с Триполит, а флотата му дори е преследвана в Хелеспонта на поразително малка дистанция от имперската столица Константинопол. Неуспехите на Евстатий стават причина Лъв VI да го замени с друг командир – Химерий, но и той не успява да спре сарацините, които превземат втория по големина град в империята – Солун.
Някои съвременни изследователи отъждествяват Евстатий Аргир със друг негов съименник, който се появява приблизително по същото време с титлите патрикий и ипостратег на Анатолия, и когото изворите сочат като един от най-добрите генерали на Лъв VI. Причината за тази идентификация на великия друнгарий с ипостратега на Анатолия почива на едно сведение от Йоан Скилица, че ипостратегът Евстатий преследвал кариера в армията и във флота. Тази идентификация обаче категорично се отхвърля от изследователите Родолф Гийон и Жан Франсоа Ваниер, който освен всичко отхвърля и принадлежността на друнгария Евстатий към фамилията на Аргирите, изтъквайки, че в изворите той никъде не е споменат с фамилното име Аргир. Отъждествяването на двамата Евстатиевци се отхвърля и от редакторите на „Prosopographie der mittelbyzantinischen Zeit“, според които основният аргумент за разграничаването на двете личности е несъвместимостта на кариерите им: друнгарият на флота Евстатий преживява бурна кариера с обвинения в държавна измяна, реабилитация и повторно низвергване и е малко вероятно на такъв човек отново да бъдат поверени висши постове.